# Автошлях Р 59
Автошля́х P 59 — автомобільний шлях регіонального значення на території України довжиною 2,9 км, під'їзд до спецоб'єктів Севастополя.